# Iwan Samojłowicz
Iwan Samojłowycz (ukr.: Самойлович Іван Самійлович), (ur. 1630-х — 1690) – Hetman Lewobrzeżnej Ukrainy w latach 1672—1687 (jeden z hetmanów okresu ruiny).

## Młodość
O jego młodości wiadomo niewiele. Był synem popa z Żytomierza, odebrał bardzo dobre, jak na swoje czasy, wykształcenie. Początkowo był aktywnym uczestnikiem kozackich walk przeciwko władzy caratu na rosyjskiej części Ukrainy (powstanie Iwana Brzuchowieckiego w 1668 roku). Po upadku powstania i straceniu Brzuchowieckiego przysiągł na wierność carowi i otrzymał jego przebaczenie, dzięki czemu przez kilka lat stał się głównym sojusznikiem caratu na lewobrzeżnej Ukrainie i jednocześnie jej hetmanem. Dążył do połączenia prawo i lewobrzeżnej Ukrainy przez co parł do konfliktu z Polską.

## Droga do władzy
17 czerwca 1672 roku został wybrany kozackim hetmanem na radzie w Konotopie. Starał się podporządkować sobie także prawobrzeżną Ukrainę, gdzie w tym czasie władzę trzymał w swoich rękach hetman Piotr Doroszenko oraz popierany przez Rzeczpospolitą hetman Michał Chanenko. Na początku roku 1674 Samojłowycz wystąpił przeciwko Doroszence wraz z moskiewskim wojewodą Romodanowskim. W marcu odbyła się rada w Perejasławiu, na której Chanenko zrzekł się godności hetmańskiej, a starszyzna Prawobrzeżnej Ukrainy wybrała na tę godność Samojłowycza.
W 1676 roku Doroszenko, nie znajdując poparcia u kozaków, także zrzekł się godności hetmańskiej. Na polecenie Samojłowycza osiadł na lewym brzegu Dniepra. Gdy jakiś czas później nadszedł rozkaz cara, aby Doroszenkę odesłać do Moskwy, Samojłowycz bronił swojego niedawnego wroga, wskazując, iż wraz ze starszyzną kozacką gwarantował mu bezpieczeństwo.

## "Wielki Zgon"
W 1677 roku sułtan turecki, uważając się Panem prawobrzeżnej Ukrainy ogłosił hetmanem Jerzego Chmielnickiego (najmłodszego syna Bohdana) i wysłał na Ukrainę turecko-tatarską armię zajmując Czehryń (Wojna rosyjsko-turecka 1674-1681). Samojłowycz jednak przy pomocy wojewody moskiewskiego Romodanowskiego zmusił armię do odwrotu. Oczekując kolejnej interwencji sułtana, tym razem lepiej zorganizowanej i znacznie silniejszej, Samojłowycz, na polecenie starszyzny kozackiej oraz przy akceptacji Moskwy wprowadził szereg podatków na okres jednego roku i rozpoczął bicie monety. Wszystkie przychody miały być przeznaczone organizację kozackiej armii. Zgodnie z rozkazem mieszczanie mieli wystawić jednego żołnierza z 7 mieszkańców, bojarzy (ruska szlachta) jednego z każdych 3, a biedota jednego z każdych 5.
W 1678 roku połączone wojska kozacko-moskiewskie pokonały Turków. Zwycięstwo nie zostało jednak wykorzystane przez głównodowodzącego (Rosjanina) Romodanowskiego. Nie spieszył się on z odbiciem Czehrynia zdobytego wcześniej przez Turków, a po odbiciu miasta nie ścigał ich, natomiast wrócił na lewy brzeg. Jego nieudolny pochód wywołał plotki o zdradzie, jednak to nie zdrada powodowała Romodonowskim, a tajny rozkaz carski, aby po oswobodzeniu Czehrynia odstąpić od walk.

## Pokój polsko-rosyjski
W 1679 roku do Moskwy przybyli posłowie z Polski, którzy złożyli propozycję zawiązania sojuszu przeciwko sułtanowi tureckiemu. Samojłowycz starał się przeciwdziałać sojuszowi wskazując na wiarołomstwo Polaków, oraz na to, iż prawosławni chrześcijanie pod panowaniem tureckim mają swobodę wyznania, natomiast w przypadku wygranej wojny zostaną oddani pod władzę papiestwa.
W 1686 roku zostało podpisane z Polską porozumienie, przy czym problem prawobrzeżnej Ukrainy pozostawiono otwartym. Czasowo ziemie te zostały przyznane Polsce, pod warunkiem ich niezasiedlania. Niezadowolenie Samojłowycza wyraził w piśmie do króla polskiego, w którym obiecywał w imieniu kozactwa udział w planowanej wojnie, lecz prosił o zwrot pod władzę kozaków prawobrzeżnej Ukrainy. O piśmie Polacy powiadomili Moskwę, przez co Hetman miał zostać ukarany odsunięciem od godności hetmańskiej. Przestraszony Samojłowycz natychmiast wysłał posła do Moskwy z prośbą o przebaczenie.
Wkrótce wysłano pierwszą ekspedycję przeciwko Turcji, w której ze strony wojsk hetmańskich udział wzięło około 50 tysięcy kozaków. Pochód zakończył się jednak niepowodzeniem, Tatarzy podpalili step, przez co wojska nie zdołały zaatakować Krymu. Wśród dowódców rosyjskich pojawiły się plotki o zdradzie Samojłowycza, który miałby sam podpalić step ze względu na sympatię do Tatarów krymskich. Wydaje się jednak, że hetman miałby być tylko kozłem ofiarnym nieudanego przedsięwzięcia.

## Upadek i śmierć
W międzyczasie pozycja wewnętrzna Samojłowicza słabła. Hetman wiódł życie despoty, otaczał się ludźmi maluczkimi, pochlebcami, zupełnie zaniedbywał problemy wewnętrzne kraju. Łapownictwo stało się powszechne, naród był niezadowolony wysokimi podatkami pobieranymi na poczet utrzymania wojska. W lipcu 1687 roku, w wyniku donosu złożonego przez część starszyzny kozackiej (a inspirowanym najprawdopodobniej przez Mazepę), w którym oskarżono Samojłowicza o dążenie do zbudowania niezależnego od Moskwy państwa, został on aresztowany i pozbawiony godności hetmańskiej. Następnie zesłano go do miasta Orzeł, dalej wraz z synem Jakowem został przewieziony za Moskwę do Niżnego Nowogródu. We wrześniu tegoż roku ogłoszono rozkaz carski o zesłaniu Samojłowicza na Syberię do miasta Tobolsk, a jego syna wraz z żoną do Jenisejska.
W 1690 roku Samojłowicz umarł, a w 1695 zmarł jego syn Jakow. Jeszcze wcześniej umarł najstarszy syn Semion, a trzeci syn Grigorji został oskarżony o lżenie władzy i został stracony w 1687 roku w mieście Siewsk (rus.: Севск).

## Literatura
- Енциклопедія українознавства, Lwów 1993, t. 7, s. 2700